# ألفونسو دي بورتاغو
ألفونسو دي بورتاغو (بالإسبانية: Alfonso de Portago) مواليد 11 أكتوبر 1928، كان سائق فورملا 1 إسباني سابق كان قد بدأ مسيرته الاحترافية سنة 1956. كان أول سباق له هو سباق الجائزة الكبرى الفرنسي 1956. خاض خلال مسيرته 5 سباقات. توفي هو وسائقه المساعد إثر حادث تعرض له بتاريخ 12 مايو 1957.

## سباقات شارك فيها
- لو مان 24 ساعة
- بطولة العالم للسيارات الرياضية

## روابط خارجية
- ألفونسو دي بورتاغو على موقع اللجنة الأولمبية الدولية (الإنجليزية)
- ألفونسو دي بورتاغو على موقع أوليمبيديا (الإنجليزية)